# Diaeretiella rapae
Diaeretiella rapae é uma espécie de insetos himenópteros, mais especificamente de vespas parasíticas pertencente à família Braconidae.
A autoridade científica da espécie é M'Intosh, tendo sido descrita no ano de 1855.
Trata-se de uma espécie presente no território português.